# Clarkson (Nowy Jork)
Clarkson – miasto w Stanach Zjednoczonych, w stanie Nowy Jork, w hrabstwie Monroe.